# Даниела Бианки
Даниела Бианки (на италиански: Daniela Bianchi) е италианска актриса и манекенка.

## Биография
Родена е на 31 януари 1942 година в Рим в семейството на офицер. От ранна възраст учи балет, след което става модна манекенка и от 1958 година започва да се снима в киното. Получава международна известност с ролята си в „От Русия с любов“ („From Russia with Love“), а през следващите години участва във филми като „Missione speciale Lady Chaplin“ (1966), „O.K. Connery“ (1967), „Troppo per vivere... poco per morire“ (1967).

## Избрана филмография
| година | филм                         | оригинално заглавие                  | роля                          | режисьор                          |
| ------ | ---------------------------- | ------------------------------------ | ----------------------------- | --------------------------------- |
| 1963   | От Русия с любов             | From Russia with Love                | Татяна Романова, агент на КГБ | Терънс Йънг                       |
| 1966   | Специална мисия Лейди Чаплин | Missione speciale Lady Chaplin       | Лейди Арабела Чаплин          | Алберто Де Мартино / Серджо Гречо |
| 1967   | О.К. Конъри                  | O.K. Connery                         | Мая Рафис                     | Алберто Де Мартино                |
| 1967   |                              | Troppo per vivere... poco per morire | Арабела                       | Микеле Лупо                       |